# Belosynapsis kawakamii
Belosynapsis kawakamii är en himmelsblomsväxtart som först beskrevs av Bunzo Hayata, och fick sitt nu gällande namn av C.I.Peng och Y.J.Chen. Belosynapsis kawakamii ingår i släktet Belosynapsis och familjen himmelsblomsväxter. Inga underarter finns listade.